# ジェーン・エア (1943年の映画)
『ジェーン・エア』（Jane Eyre）は、1943年のアメリカ合衆国のドラマ映画。監督はロバート・スティーヴンソン、出演はオーソン・ウェルズとジョーン・フォンテインなど。シャーロット・ブロンテの同名小説の映画化作品である。

## ストーリー
成人したジェーン自身の語りで物語は進行する。孤児のジェーンは親戚のリード夫人の屋敷で育ったが、はっきりとものを言う性格が災いして、夫人に毛嫌いされ虐げられた。10歳になったジェーンは、慈善学校であるローウッド学園に送られることになり、世話をしてくれた乳母のベッシーに別れを告げた。
ジェーンは学園でも反抗的だと問題児扱いされたが、ヘレンという優しい性格の友人ができた。親切な村の医師リバーズは、ヘレンの咳を心配したが、冷酷なブロックルハースト校長は生徒の健康を気にかけず、ヘレンは結核で亡くなってしまった。
10年後にジェーンは学園を出て、家庭教師として生きる道を選んだ。ソーンフィールドと呼ばれる館に雇われたジェーンは、アデールという少女を任された。アデールは当主のロチェスターがフランスの踊り子から、彼の落とし子だと押し付けられた娘だった。
ロチェスターは高慢な皮肉屋だが、それは彼の純真な魂が傷ついたせいだと語るジェーン。ある夜、ジェーンは不気味な笑い声で目を覚まし、ロチェスターの寝室の火事を消し止めた。放火の疑いがあったが、命拾いしたロチェスターはジェーンに口止めし、誰にも事実を伝えなかった。
ロチェスターは媚びない性格のジェーンに好意を持ったが、美しいブランシュ嬢との交際を続け、母親や友人たちと共にソーンフィールド邸に招待した。宴会が開かれた日の深夜、ロチェスターはジェーンに血まみれの男の介抱を頼んだ。怪我人はジャマイカから来たメイソンという客だったが、ロチェスターは今回も真相を語らず、事件を内密に処理してしまった。
ロチェスターがブランシュ嬢と結婚すると思ったジェーンは、ソーンフィールド邸を出る決心をした。ロチェスターは金目当てのブランシュ嬢と客たちを追い返し、ジェーンに求婚した。しかし、結婚式に弁護士ブリッグズとともに現れたメイソンが異議を唱え、式は中止された。ロチェスターは過去に若気の至り、盲目にもメイソンの妹バーサと結婚していたのだ。精神に異常をきたしたバーサが今もソーンフィールド邸に幽閉されていることを知ったジェーンは、法や道徳に従い、愛するロチェスターに別れを告げ、館を後にした。
行き場のないジェーンは、乳母のベッシーに会いたい一心でリード家に戻り、リード夫人の最期を看取った。破産状態のリード家の公売を終え、ローウッド学園に勤めることを覚悟するジェーン。しかし、幻聴でロチェスターの声を聞いたジェーンは、胸騒ぎを覚えてソーンフィールド邸に戻った。館がバーサの放火で焼け落ち、バーサも亡くなったことを知ったジェーンは、失明したロチェスターと共に生きることを誓うのだった。

## キャスト
| 役名                     | 俳優                               | 日本語吹き替え | 日本語吹き替え |
| 役名                     | 俳優                               | PDDVD版        | NET版          |
| ------------------------ | ---------------------------------- | -------------- | -------------- |
| エドワード・ロチェスター | オーソン・ウェルズ                 | 中多和宏       | 新田昌玄       |
| ジェーン・エア           | ジョーン・フォンテイン             | 藤貴子         | 武藤礼子       |
| ジェーン・エア           | ペギー・アン・ガーナー（少女時代） | 笹森亜希       |                |
| アデール                 | マーガレット・オブライエン         | 佐藤香織       | 上原ゆかり     |
| リバース医師             | ジョン・サットン                   | 高瀬右光       |                |
| ヘンリー                 | ヘンリー・ダニエル                 | 河本邦弘       | 家弓家正       |
| リード夫人               | アグネス・ムーアヘッド             | 田中結子       |                |
| アリス・フェアファックス | エディス・バーレット               | 西宏子         |                |
| リア                     | メエ・マーシュ                     |                |                |
| ヘレン                   | エリザベス・テイラー               |                | 増山江威子     |
| 校長                     | オーブリー・マザー                 | 斉藤次郎       |                |
| メイソン                 | ジョン・アボット                   | 船木真人       |                |
| ブランシュ               | ヒラリー・ブルック                 | 中神亜紀       |                |
| イングラム夫人           | バーバラ・エヴェレスト             | 坂本牧子       |                |
| ベシー                   | サラ・オールグッド                 | 柘植夏子       |                |
| アデール                 | マーガレト・オブライエン           | 佐藤香織       |                |
|                          |                                    |                |                |
| 演出                     |                                    | 大前剛         |                |
| 翻訳                     |                                    | 中村佳寿代     |                |

- NET版：初回放送1969年10月25日『土曜映画劇場』
- PDDVD版：株式会社マックスターから2005年に発売。

## 作品の評価
Rotten Tomatoesによれば、13件の評論の全てが高評価であり、平均点は10点満点中7.79点となっている。